# Tournoi féminin de handball aux Jeux olympiques d'été de 2016
Cet article traite de l'épreuve féminine. Pour la compétition masculine, voir Tournoi masculin de handball aux Jeux olympiques d'été de 2016.
Pour des articles plus généraux, voir Handball aux Jeux olympiques d'été de 2016 et Handball aux Jeux olympiques.
Navigation
Londres 2012 Tokyo 2020
Le tournoi féminin de handball aux Jeux olympiques d'été de 2016 s'est déroulé à Rio de Janeiro du 6 au 20 août 2016.
Le match inaugural voit la victoire à domicile du Brésil face à la Norvège, double championne olympique et championne du monde en titre. Ces deux équipes terminent premières ex æquo du Groupe A devant l'Espagne et l'Angola. En revanche, malgré la présence d'une Cristina Neagu qui sera élue pour la troisième fois meilleure handballeuse mondiale de l'année 2016, la Roumanie est éliminée en compagnie du Monténégro qui ne sera pas parvenue a reproduire l'exploit réalisé en 2012. Dans le Groupe B, la Russie termine invaincue après une courte victoire (26-25) face à la France qui se classe deuxième devant la Suède et les Pays-Bas. Mais la Corée du Sud, qui n'a jamais fait moins bien qu'une 4e place depuis 1984, est éliminée dès la phase de poule en compagnie de l'Argentine.
En quarts de finale, les Brésiliennes craquent face aux Néerlandaises qui s'imposent nettement 32 à 23. Face à l'Espagne, la France est dominée (12-5 à la mi-temps, 21-16 à la 51e minute, 23-20 à la 58e minute) mais parvient à arracher la prolongation qu'elle remporte 5 à 4. Les deux autres quarts de finale sont sans surprises avec la large victoire de la Norvège sur la Suède (33-20) et la maîtrise de la Russie face à l'Angola (31-27). Comme chez les hommes, les deux demi-finales sont beaucoup plus serrées : la France s'impose d'un but 24 à 23 face aux Pays-Bas tandis qu'une prolongation est nécessaire pour voir la Russie écarter la Norvège (38-37). Celle-ci se rattrape néanmoins en dominant nettement les Pays-Bas 36 à 26 pour remporter la médaille de bronze et permettre ainsi à Marit Malm Frafjord, Kari Aalvik Grimsbø, Katrine Lunde et Linn-Kristin Riegelhuth Koren de rejoindre les Soviétiques Larissa Karlova et Zinaïda Tourtchina au palmarès des joueuses les plus titrées. En finale, la Russie remporte son troisième titre olympique (en comptant ceux remportés sous l'égide de l'URSS en 1976 et 1980) en prenant le meilleur sur la France 22 à 19.

## Qualifications
| Compétition                                       | Date                  | Lieu            | Places    | Qualifiés           |
| ------------------------------------------------- | --------------------- | --------------- | --------- | ------------------- |
| Pays organisateur                                 | 2 octobre 2009        | -               | 1         | Brésil              |
| Championnat d'Europe 2014                         | 7 au 21 décembre 2014 | Hongrie Croatie | 1         | Espagne             |
| Tournoi africain de qualification olympique       | 19 au 21 mars 2015    | Angola          | 1         | Angola              |
| Jeux panaméricains 2015                           | 15 au 24 juillet 2015 | Canada          | 1         | Argentine           |
| Tournoi asiatique de qualification olympique      | 19 au 28 octobre 2015 | Japon           | 1         | Corée du Sud        |
| Championnat du monde 2015                         | 5 au 20 décembre 2015 | Danemark        | 1         | Norvège             |
| Tournoi mondial 1 de qualification olympique 2016 | 17 au 20 mars 2016    | Metz            | 2         | Pays-Bas France     |
| Tournoi mondial 2 de qualification olympique 2016 | 17 au 20 mars 2016    | Aalborg         | 2         | Roumanie Monténégro |
| Tournoi mondial 3 de qualification olympique 2016 | 17 au 20 mars 2016    | Astrakhan       | 2         | Russie Suède        |
| TOTAL                                             | TOTAL                 | TOTAL           | 12 places | 12 places           |

## Phase de groupes
Les douze équipes qualifiées sont réparties en deux poules de six équipes chacune. Au sein de chaque poule, toutes les équipes se rencontrent. Deux points sont attribués pour une victoire, un pour un match nul, et aucun pour une défaite. Les quatre premières équipes de chaque poule sont qualifiées pour les quarts de finale, les autres sont éliminées de la compétition.

### Poule A
Le match inaugural voit la victoire à domicile du Brésil face à la Norvège, double championne olympique et championne du monde en titre. Ces deux équipes terminent premières ex-equao du Groupe A devant l'Espagne et l'Angola. En revanche, malgré la présence d'une Cristina Neagu qui sera élue pour la troisième fois meilleure handballeuse mondiale de l'année 2016, la Roumanie est éliminée en compagnie du Monténégro qui ne sera pas parvenue a reproduire l'exploit réalisé en 2012.

#### Classement
|   | Équipe     | Pts | J | G | N | P | Bp  | Bc  | Diff | Dép |
| - | ---------- | --- | - | - | - | - | --- | --- | ---- | --- |
| 1 | Brésil     | 8   | 5 | 4 | 0 | 1 | 138 | 117 | 21   | +3  |
| 2 | Norvège    | 8   | 5 | 4 | 0 | 1 | 141 | 121 | 20   | -3  |
| 3 | Espagne    | 6   | 5 | 3 | 0 | 2 | 125 | 116 | 9    | -   |
| 4 | Angola     | 4   | 5 | 2 | 0 | 3 | 116 | 128 | -12  | +4  |
| 5 | Roumanie   | 4   | 5 | 2 | 0 | 3 | 108 | 119 | -11  | -4  |
| 6 | Monténégro | 0   | 5 | 0 | 0 | 5 | 107 | 134 | -27  | -   |

|  | Qualifié pour les quarts de finale                                                                              |
|  | Éliminé |
|  | Pts points ; Matchs J joués, G gagnés, N nuls, P perdus Bp buts pour ; Bc buts contre ; Diff différence de buts |

#### Matchs
Remarque : toutes les heures sont locales (UTC−3). En Europe (UTC+2), il faut donc ajouter 5 heures.
| 6 août 2016 9 h 30 | Norvège | 28 - 31   | Brésil       | Future Arena, Rio de Janeiro Affluence : 7 780 Arbitrage : Horáček, Novotný |
| 6 août 2016 9 h 30 | Mørk 12 | (16 - 17) | Rodrigues 12 | Future Arena, Rio de Janeiro Affluence : 7 780 Arbitrage : Horáček, Novotný |
| 6 août 2016 9 h 30 | ×2      | Rapport   | ×2 ×8 ×1     | Future Arena, Rio de Janeiro Affluence : 7 780 Arbitrage : Horáček, Novotný |

| 6 août 2016 16 h 40 | Monténégro  | 19 - 25   | Espagne                         | Future Arena, Rio de Janeiro Affluence : 8 115 Arbitrage : Charlotte et Julie Bonaventura |
| 6 août 2016 16 h 40 | Bulatović 5 | (10 - 14) | Alberto, Pinedo, Pena, Cabral 4 | Future Arena, Rio de Janeiro Affluence : 8 115 Arbitrage : Charlotte et Julie Bonaventura |
| 6 août 2016 16 h 40 | ×2 ×4       | Rapport   | ×3 ×1                           | Future Arena, Rio de Janeiro Affluence : 8 115 Arbitrage : Charlotte et Julie Bonaventura |

| 6 août 2016 19 h 50 | Roumanie | 19 - 23  | Angola   | Future Arena, Rio de Janeiro Affluence : 4 465 Arbitrage : Koo, Lee |
| 6 août 2016 19 h 50 | Neagu 8  | (9 - 11) | Guialo 5 | Future Arena, Rio de Janeiro Affluence : 4 465 Arbitrage : Koo, Lee |
| 6 août 2016 19 h 50 | ×2       | Rapport  | ×3 ×5    | Future Arena, Rio de Janeiro Affluence : 4 465 Arbitrage : Koo, Lee |

| 8 août 2016 14 h 40 | Espagne   | 24 - 27   | Norvège       | Future Arena, Rio de Janeiro Affluence : 5 238 Arbitrage : Geipel, Helbig |
| 8 août 2016 14 h 40 | Barbosa 5 | (10 - 11) | Kristiansen 7 | Future Arena, Rio de Janeiro Affluence : 5 238 Arbitrage : Geipel, Helbig |
| 8 août 2016 14 h 40 | ×2 ×3     | Rapport   | ×4 ×7         | Future Arena, Rio de Janeiro Affluence : 5 238 Arbitrage : Geipel, Helbig |

| 8 août 2016 16 h 40 | Brésil      | 26 - 13  | Roumanie | Future Arena, Rio de Janeiro Affluence : 7 858 Arbitrage : Charlotte et Julie Bonaventura |
| 8 août 2016 16 h 40 | Rodrigues 8 | (14 - 9) | Neagu 6  | Future Arena, Rio de Janeiro Affluence : 7 858 Arbitrage : Charlotte et Julie Bonaventura |
| 8 août 2016 16 h 40 | ×2 ×1       | Rapport  | ×2 ×4    | Future Arena, Rio de Janeiro Affluence : 7 858 Arbitrage : Charlotte et Julie Bonaventura |

| 8 août 2016 21 h 50 | Angola            | 27 - 25   | Monténégro  | Future Arena, Rio de Janeiro Affluence : 5 975 Arbitrage : Alpaidze, Berekzina |
| 8 août 2016 21 h 50 | Guialo 7          | (12 - 12) | Bulatović 9 | Future Arena, Rio de Janeiro Affluence : 5 975 Arbitrage : Alpaidze, Berekzina |
| 8 août 2016 21 h 50 | ×2 ×8 ×1 (direct) | Rapport   | ×2 ×4       | Future Arena, Rio de Janeiro Affluence : 5 975 Arbitrage : Alpaidze, Berekzina |

| 10 août 2016 9 h 30 | Brésil            | 24 - 29   | Espagne | Future Arena, Rio de Janeiro Affluence : 8 495 Arbitrage : Koo, Lee |
| 10 août 2016 9 h 30 | Franca da Silva 7 | (12 - 15) | Pena 8  | Future Arena, Rio de Janeiro Affluence : 8 495 Arbitrage : Koo, Lee |
| 10 août 2016 9 h 30 | ×3 ×5             | Rapport   | ×4 ×8   | Future Arena, Rio de Janeiro Affluence : 8 495 Arbitrage : Koo, Lee |

| 10 août 2016 11 h 30 | Roumanie | 25 - 21  | Monténégro  | Future Arena, Rio de Janeiro Affluence : 5 218 Arbitrage : Rashed, El-Sayed |
| 10 août 2016 11 h 30 | Neagu 10 | (11 - 9) | Bulatović 9 | Future Arena, Rio de Janeiro Affluence : 5 218 Arbitrage : Rashed, El-Sayed |
| 10 août 2016 11 h 30 | ×3 ×4    | Rapport  | ×4          | Future Arena, Rio de Janeiro Affluence : 5 218 Arbitrage : Rashed, El-Sayed |

| 10 août 2016 16 h 40 | Norvège | 30 - 20  | Angola   | Future Arena, Rio de Janeiro Affluence : 6 332 Arbitrage : Charlotte et Julie Bonaventura |
| 10 août 2016 16 h 40 | Mørk 8  | (16 - 8) | Guialo 8 | Future Arena, Rio de Janeiro Affluence : 6 332 Arbitrage : Charlotte et Julie Bonaventura |
| 10 août 2016 16 h 40 | ×2 ×3   | Rapport  | ×2 ×4 ×1 | Future Arena, Rio de Janeiro Affluence : 6 332 Arbitrage : Charlotte et Julie Bonaventura |

| 12 août 2016 9 h 30 | Angola     | 24 - 28   | Brésil      | Future Arena, Rio de Janeiro Affluence : 8 473 Arbitrage : Røen, Arntsen |
| 12 août 2016 9 h 30 | Bernardo 8 | (13 - 13) | Rodrigues 7 | Future Arena, Rio de Janeiro Affluence : 8 473 Arbitrage : Røen, Arntsen |
| 12 août 2016 9 h 30 | ×2 ×5      | Rapport   | ×4          | Future Arena, Rio de Janeiro Affluence : 8 473 Arbitrage : Røen, Arntsen |

| 12 août 2016 14 h 40 | Roumanie | 24 - 21   | Espagne                | Future Arena, Rio de Janeiro Affluence : 7 023 Arbitrage : Charlotte et Julie Bonaventura |
| 12 août 2016 14 h 40 | Neagu 9  | (13 - 11) | Martin, Pena, Cabral 4 | Future Arena, Rio de Janeiro Affluence : 7 023 Arbitrage : Charlotte et Julie Bonaventura |
| 12 août 2016 14 h 40 | ×2       | Rapport   | ×3 ×1                  | Future Arena, Rio de Janeiro Affluence : 7 023 Arbitrage : Charlotte et Julie Bonaventura |

| 12 août 2016 16 h 40 | Monténégro | 19 - 28   | Norvège | Future Arena, Rio de Janeiro Affluence : 6 460 Arbitrage : Coulibaly, Diabaté |
| 12 août 2016 16 h 40 | Jauković 5 | (11 - 16) | Mørk 6  | Future Arena, Rio de Janeiro Affluence : 6 460 Arbitrage : Coulibaly, Diabaté |
| 12 août 2016 16 h 40 | ×2 ×5      | Rapport   | ×3 ×4   | Future Arena, Rio de Janeiro Affluence : 6 460 Arbitrage : Coulibaly, Diabaté |

| 14 août 2016 9 h 30 | Monténégro  | 23 - 29   | Brésil      | Future Arena, Rio de Janeiro Affluence : 8 708 Arbitrage : Mousaviyan, Kolahdouzan |
| 14 août 2016 9 h 30 | Pavićević 6 | (10 - 12) | Rodrigues 6 | Future Arena, Rio de Janeiro Affluence : 8 708 Arbitrage : Mousaviyan, Kolahdouzan |
| 14 août 2016 9 h 30 | ×4 ×5       | Rapport   | ×3          | Future Arena, Rio de Janeiro Affluence : 8 708 Arbitrage : Mousaviyan, Kolahdouzan |

| 14 août 2016 16 h 40 | Norvège       | 28 - 27   | Roumanie | Future Arena, Rio de Janeiro Affluence : 8 304 Arbitrage : Alpaidze, Berezkina |
| 14 août 2016 16 h 40 | Kristiansen 7 | (14 - 13) | Neagu 11 | Future Arena, Rio de Janeiro Affluence : 8 304 Arbitrage : Alpaidze, Berezkina |
| 14 août 2016 16 h 40 | ×3 ×6         | Rapport   | ×3 ×6    | Future Arena, Rio de Janeiro Affluence : 8 304 Arbitrage : Alpaidze, Berezkina |

| 14 août 2016 19 h 50 | Espagne           | 26 - 22   | Angola   | Future Arena, Rio de Janeiro Affluence : 8 325 Arbitrage : Pinto, Menezes |
| 14 août 2016 19 h 50 | Barbosa, Martin 7 | (13 - 12) | Guialo 6 | Future Arena, Rio de Janeiro Affluence : 8 325 Arbitrage : Pinto, Menezes |
| 14 août 2016 19 h 50 | ×4 ×5             | Rapport   | ×3 ×8    | Future Arena, Rio de Janeiro Affluence : 8 325 Arbitrage : Pinto, Menezes |

### Poule B
Dans le Groupe B, la Russie termine invaincue après une courte victoire (26-25) face à la France qui se classe deuxième devant la Suède et les Pays-Bas. Mais la Corée du Sud, qui n'a jamais fait moins bien qu'une 4e place depuis 1984, est éliminée dès la phase de poule.

#### Classement
|   | Équipe       | Pts | J | G | N | P | Bp  | Bc  | Diff |
| - | ------------ | --- | - | - | - | - | --- | --- | ---- |
| 1 | Russie       | 10  | 5 | 5 | 0 | 0 | 165 | 147 | 18   |
| 2 | France       | 8   | 5 | 4 | 0 | 1 | 118 | 93  | 25   |
| 3 | Suède        | 5   | 5 | 2 | 1 | 2 | 150 | 141 | 9    |
| 4 | Pays-Bas     | 4   | 5 | 1 | 2 | 2 | 135 | 135 | 0    |
| 5 | Corée du Sud | 3   | 5 | 1 | 1 | 3 | 130 | 136 | -6   |
| 6 | Argentine    | 0   | 5 | 0 | 0 | 5 | 101 | 147 | -46  |

|  | Qualifié pour les quarts de finale                                                                              |
|  | Éliminé |
|  | Pts points ; Matchs J joués, G gagnés, N nuls, P perdus Bp buts pour ; Bc buts contre ; Diff différence de buts |

#### Matchs
Remarque : toutes les heures sont locales (UTC−3). En Europe (UTC+2), il faut donc ajouter 5 heures.
| 6 août 2016 11 h 30 | Pays-Bas                          | 14 - 18  | France              | Future Arena, Rio de Janeiro Affluence : 8 452 Arbitrage : Røen, Arntsen |
| 6 août 2016 11 h 30 | van der Heijden, Groot, Abbingh 3 | (6 - 10) | Lacrabère, Pineau 5 | Future Arena, Rio de Janeiro Affluence : 8 452 Arbitrage : Røen, Arntsen |
| 6 août 2016 11 h 30 | ×3 ×5                             | Rapport  | ×3                  | Future Arena, Rio de Janeiro Affluence : 8 452 Arbitrage : Røen, Arntsen |

| 6 août 2016 14 h 40 | Russie      | 30 - 25   | Corée du Sud | Future Arena, Rio de Janeiro Affluence : 6 975 Arbitrage : Santos, Fonseca |
| 6 août 2016 14 h 40 | Soudakova 6 | (12 - 13) | Jung, Kim 6  | Future Arena, Rio de Janeiro Affluence : 6 975 Arbitrage : Santos, Fonseca |
| 6 août 2016 14 h 40 | ×3          | Rapport   | ×4 ×7 ×1     | Future Arena, Rio de Janeiro Affluence : 6 975 Arbitrage : Santos, Fonseca |

| 6 août 2016 21 h 50 | Suède    | 31 - 21  | Argentine | Future Arena, Rio de Janeiro Affluence : 6 575 Arbitrage : Coulibaly, Diabaté |
| 6 août 2016 21 h 50 | Hagman 6 | (13 - 9) | Mendoza 5 | Future Arena, Rio de Janeiro Affluence : 6 575 Arbitrage : Coulibaly, Diabaté |
| 6 août 2016 21 h 50 | ×3 ×5    | Rapport  | ×1 ×6     | Future Arena, Rio de Janeiro Affluence : 6 575 Arbitrage : Coulibaly, Diabaté |

| 8 août 2016 9 h 30 | Corée du Sud | 28 - 31   | Suède    | Future Arena, Rio de Janeiro Affluence : 3 875 Arbitrage : Røen, Arntsen |
| 8 août 2016 9 h 30 | Woo 7        | (15 - 16) | Hagman 7 | Future Arena, Rio de Janeiro Affluence : 3 875 Arbitrage : Røen, Arntsen |
| 8 août 2016 9 h 30 | ×4 ×3        | Rapport   | ×4 ×5    | Future Arena, Rio de Janeiro Affluence : 3 875 Arbitrage : Røen, Arntsen |

| 8 août 2016 11 h 30 | France       | 25 - 26   | Russie        | Future Arena, Rio de Janeiro Affluence : 4 980 Arbitrage : Lah, Sok |
| 8 août 2016 11 h 30 | Lacrabère 11 | (10 - 15) | Kouznetsova 6 | Future Arena, Rio de Janeiro Affluence : 4 980 Arbitrage : Lah, Sok |
| 8 août 2016 11 h 30 | ×3 ×6        | Rapport   | ×4            | Future Arena, Rio de Janeiro Affluence : 4 980 Arbitrage : Lah, Sok |

| 8 août 2016 19 h 50 | Argentine | 18 - 26  | Pays-Bas | Future Arena, Rio de Janeiro Affluence : 8 975 Arbitrage : Mousaviyan, Kolahdouzan |
| 8 août 2016 19 h 50 | Mendoza 3 | (9 - 13) | Polman 6 | Future Arena, Rio de Janeiro Affluence : 8 975 Arbitrage : Mousaviyan, Kolahdouzan |
| 8 août 2016 19 h 50 | ×1 ×6     | Rapport  | ×3 ×5    | Future Arena, Rio de Janeiro Affluence : 8 975 Arbitrage : Mousaviyan, Kolahdouzan |

| 10 août 2016 14 h 40 | Russie                    | 36 - 34   | Suède      | Future Arena, Rio de Janeiro Affluence : 5 681 Arbitrage : Pinto, Menezes |
| 10 août 2016 14 h 40 | Bobrovnikova, Dmitrieva 6 | (15 - 18) | Gulldén 11 | Future Arena, Rio de Janeiro Affluence : 5 681 Arbitrage : Pinto, Menezes |
| 10 août 2016 14 h 40 | ×4 ×3 ×1                  | Rapport   | ×3 ×6 ×1   | Future Arena, Rio de Janeiro Affluence : 5 681 Arbitrage : Pinto, Menezes |

| 10 août 2016 19 h 50 | Pays-Bas       | 32 - 32   | Corée du Sud | Future Arena, Rio de Janeiro Affluence : 6 248 Arbitrage : Lopéz, Ramírez |
| 10 août 2016 19 h 50 | Broch, Groot 7 | (18 - 17) | Gwon 11      | Future Arena, Rio de Janeiro Affluence : 6 248 Arbitrage : Lopéz, Ramírez |
| 10 août 2016 19 h 50 | ×3 ×5          | Rapport   | ×4 ×3        | Future Arena, Rio de Janeiro Affluence : 6 248 Arbitrage : Lopéz, Ramírez |

| 10 août 2016 21 h 50 | France    | 27 - 11  | Argentine  | Future Arena, Rio de Janeiro Affluence : 7 184 Arbitrage : Alpaidze, Berezkina |
| 10 août 2016 21 h 50 | Houette 8 | (15 - 4) | Campigli 4 | Future Arena, Rio de Janeiro Affluence : 7 184 Arbitrage : Alpaidze, Berezkina |
| 10 août 2016 21 h 50 | ×3 ×4     | Rapport  | ×2 ×7      | Future Arena, Rio de Janeiro Affluence : 7 184 Arbitrage : Alpaidze, Berezkina |

| 12 août 2016 11 h 30 | Suède     | 29 - 29   | Pays-Bas    | Future Arena, Rio de Janeiro Affluence : 5 958 Arbitrage : Alpaidze, Berezkina |
| 12 août 2016 11 h 30 | Hagman 14 | (16 - 13) | Malestein 5 | Future Arena, Rio de Janeiro Affluence : 5 958 Arbitrage : Alpaidze, Berezkina |
| 12 août 2016 11 h 30 | ×3        | Rapport   | ×2 ×1       | Future Arena, Rio de Janeiro Affluence : 5 958 Arbitrage : Alpaidze, Berezkina |

| 12 août 2016 19 h 50 | Russie       | 35 - 29   | Argentine | Future Arena, Rio de Janeiro Affluence : 6 948 Arbitrage : Mousaviyan, Kolahdouzan |
| 12 août 2016 19 h 50 | Viakhireva 7 | (20 - 18) | Pizzo 6   | Future Arena, Rio de Janeiro Affluence : 6 948 Arbitrage : Mousaviyan, Kolahdouzan |
| 12 août 2016 19 h 50 | ×3 ×11       | Rapport   | ×4 ×7     | Future Arena, Rio de Janeiro Affluence : 6 948 Arbitrage : Mousaviyan, Kolahdouzan |

| 12 août 2016 21 h 50 | Corée du Sud | 17 - 21   | France      | Future Arena, Rio de Janeiro Arbitrage : Hansen, Gjeding |
| 12 août 2016 21 h 50 | Song 5       | (11 - 11) | Lacrabère 7 | Future Arena, Rio de Janeiro Arbitrage : Hansen, Gjeding |
| 12 août 2016 21 h 50 | ×1 ×3        | Rapport   | ×4 ×6       | Future Arena, Rio de Janeiro Arbitrage : Hansen, Gjeding |

| 14 août 2016 11 h 30 | Suède     | 25 - 27   | France      | Future Arena, Rio de Janeiro Affluence : 5 108 Arbitrage : Røen, Arntsen |
| 14 août 2016 11 h 30 | Roberts 8 | (13 - 15) | Lacrabère 8 | Future Arena, Rio de Janeiro Affluence : 5 108 Arbitrage : Røen, Arntsen |
| 14 août 2016 11 h 30 | ×2        | Rapport   | ×4 ×1       | Future Arena, Rio de Janeiro Affluence : 5 108 Arbitrage : Røen, Arntsen |

| 14 août 2016 14 h 40 | Pays-Bas  | 34 - 38   | Russie  | Future Arena, Rio de Janeiro Affluence : 8 542 Arbitrage : Lah, Sok |
| 14 août 2016 14 h 40 | Polman 12 | (16 - 17) | Ilina 8 | Future Arena, Rio de Janeiro Affluence : 8 542 Arbitrage : Lah, Sok |
| 14 août 2016 14 h 40 | ×3 ×6     | Rapport   | ×2 ×4   | Future Arena, Rio de Janeiro Affluence : 8 542 Arbitrage : Lah, Sok |

| 14 août 2016 21 h 50 | Argentine | 22 - 28   | Corée du Sud | Future Arena, Rio de Janeiro Affluence : 4 495 Arbitrage : Charlotte et Julie Bonaventura |
| 14 août 2016 21 h 50 | Mendoza 6 | (10 - 12) | Gwon 11      | Future Arena, Rio de Janeiro Affluence : 4 495 Arbitrage : Charlotte et Julie Bonaventura |
| 14 août 2016 21 h 50 | ×3 ×5     | Rapport   | ×3 ×2        | Future Arena, Rio de Janeiro Affluence : 4 495 Arbitrage : Charlotte et Julie Bonaventura |

## Phase finale
En quarts de finale, les Brésiliennes craquent face aux Néerlandaises qui s'imposent nettement 32 à 23. Face à l'Espagne, la France est dominée (12-5 à la mi-temps, 21-16 à la 51e minute, 23-20 à la 58e minute) mais parvient à arracher la prolongation qu'elle remporte 5 à 4. Les deux autres quarts de finale sont sans surprises avec la large victoire de la Norvège sur la Suède (33-20) et la maîtrise de la Russie face à l'Angola (31-27). Comme chez les hommes, les deux demi-finales sont beaucoup plus serrées : la France s'impose d'un but 24 à 23 face aux Pays-Bas tandis qu'une prolongation est nécessaire pour voir la Russie écarter la Norvège (38-37ap). Celle-ci se rattrape néanmoins en dominant nettement les Pays-Bas 36 à 26 pour remporter la médaille de bronze et permettre ainsi à Marit Malm Frafjord, Kari Aalvik Grimsbø, Katrine Lunde et Linn-Kristin Riegelhuth Koren de rejoindre les Soviétiques Larissa Karlova et Zinaïda Tourtchina au palmarès des joueuses les plus titrées. En finale, la Russie remporte son troisième titre olympique (en comptant ceux remportés sous l'égide de l'URSS en 1976 et 1980) en prenant le meilleur sur la France 22 à 19.
|  | Quarts de finale                              | Quarts de finale                              |                                               |                                               | Demi-finales                                  | Demi-finales                                  |      |  | Finale                                        | Finale                                        |
|  | Quarts de finale                              | Quarts de finale                              |                                               |                                               | Demi-finales                                  | Demi-finales                                  |      |  | Finale                                        | Finale                                        |
|  |                                               |                                               |                                               |                                               |                                               |                                               |      |  |                                               |                                               |
|  | 16 août, 10h00, Future Arena (Rio de Janeiro) | 16 août, 10h00, Future Arena (Rio de Janeiro) |                                               |                                               | 18 août, 15h30, Future Arena (Rio de Janeiro) | 18 août, 15h30, Future Arena (Rio de Janeiro) |      |  | 20 août, 15h30, Future Arena (Rio de Janeiro) | 20 août, 15h30, Future Arena (Rio de Janeiro) |
|  | 16 août, 10h00, Future Arena (Rio de Janeiro) | 16 août, 10h00, Future Arena (Rio de Janeiro) |                                               |                                               | 18 août, 15h30, Future Arena (Rio de Janeiro) | 18 août, 15h30, Future Arena (Rio de Janeiro) |      |  | 20 août, 15h30, Future Arena (Rio de Janeiro) | 20 août, 15h30, Future Arena (Rio de Janeiro) |
|  | [A1] Brésil                                   | 23                                            |                                               |                                               | 18 août, 15h30, Future Arena (Rio de Janeiro) | 18 août, 15h30, Future Arena (Rio de Janeiro) |      |  | 20 août, 15h30, Future Arena (Rio de Janeiro) | 20 août, 15h30, Future Arena (Rio de Janeiro) |
|  | [A1] Brésil                                   | 23                                            |                                               |                                               | 18 août, 15h30, Future Arena (Rio de Janeiro) | 18 août, 15h30, Future Arena (Rio de Janeiro) |      |  | 20 août, 15h30, Future Arena (Rio de Janeiro) | 20 août, 15h30, Future Arena (Rio de Janeiro) |
|  | [B4] Pays-Bas                                 | 32                                            |                                               |                                               | 18 août, 15h30, Future Arena (Rio de Janeiro) | 18 août, 15h30, Future Arena (Rio de Janeiro) |      |  | 20 août, 15h30, Future Arena (Rio de Janeiro) | 20 août, 15h30, Future Arena (Rio de Janeiro) |
|  | [B4] Pays-Bas                                 | 32                                            | Pays-Bas                                      | 23                                            |                                               |                                               |      |  | 20 août, 15h30, Future Arena (Rio de Janeiro) | 20 août, 15h30, Future Arena (Rio de Janeiro) |
|  | 16 août, 13h30, Future Arena (Rio de Janeiro) |                                               | Pays-Bas                                      | 23                                            |                                               |                                               |      |  | 20 août, 15h30, Future Arena (Rio de Janeiro) | 20 août, 15h30, Future Arena (Rio de Janeiro) |
|  |                                               | France                                        | 24                                            |                                               |                                               |                                               |      |  | 20 août, 15h30, Future Arena (Rio de Janeiro) | 20 août, 15h30, Future Arena (Rio de Janeiro) |
|  | [A3] Espagne                                  | France                                        | 24                                            | 26                                            |                                               |                                               |      |  | 20 août, 15h30, Future Arena (Rio de Janeiro) | 20 août, 15h30, Future Arena (Rio de Janeiro) |
|  | [A3] Espagne                                  |                                               |                                               | 26                                            |                                               |                                               |      |  | 20 août, 15h30, Future Arena (Rio de Janeiro) | 20 août, 15h30, Future Arena (Rio de Janeiro) |
|  | [B2] France                                   | 27ap                                          |                                               |                                               |                                               |                                               |      |  | 20 août, 15h30, Future Arena (Rio de Janeiro) | 20 août, 15h30, Future Arena (Rio de Janeiro) |
|  | [B2] France                                   | 27ap                                          | France                                        | 19                                            |                                               |                                               |      |  |                                               |                                               |
|  | 16 août, 17h00, Future Arena (Rio de Janeiro) |                                               | France                                        | 19                                            |                                               |                                               |      |  |                                               |                                               |
|  |                                               | Russie                                        | 22                                            |                                               |                                               |                                               |      |  |                                               |                                               |
|  | [A2] Norvège                                  | Russie                                        | 22                                            | 33                                            |                                               |                                               |      |  |                                               |                                               |
|  | [A2] Norvège                                  | 18 août, 20h30, Future Arena (Rio de Janeiro) |                                               | 33                                            |                                               |                                               |      |  |                                               |                                               |
|  | [B3] Suède                                    | 20                                            |                                               |                                               |                                               |                                               |      |  |                                               |                                               |
|  | [B3] Suède                                    | 20                                            | Norvège                                       | 37                                            |                                               |                                               |      |  |                                               |                                               |
|  | 16 août, 20h30, Future Arena (Rio de Janeiro) | 16 août, 20h30, Future Arena (Rio de Janeiro) | Norvège                                       | 37                                            | Match pour la 3e place                        | Match pour la 3e place                        |      |  |                                               |                                               |
|  | 16 août, 20h30, Future Arena (Rio de Janeiro) | 16 août, 20h30, Future Arena (Rio de Janeiro) |                                               | Russie                                        | Match pour la 3e place                        | Match pour la 3e place                        | 38ap |  |                                               |                                               |
|  | [A4] Angola                                   | 27                                            | 20 août, 11h30, Future Arena (Rio de Janeiro) | 20 août, 11h30, Future Arena (Rio de Janeiro) |                                               |                                               | 38ap |  |                                               |                                               |
|  | [A4] Angola                                   | 27                                            | 20 août, 11h30, Future Arena (Rio de Janeiro) | 20 août, 11h30, Future Arena (Rio de Janeiro) |                                               |                                               |      |  |                                               |                                               |
|  | [B1] Russie                                   | 31                                            |                                               | Pays-Bas                                      | 26                                            |                                               |      |  |                                               |                                               |
|  | [B1] Russie                                   | 31                                            |                                               | Pays-Bas                                      | 26                                            |                                               |      |  |                                               |                                               |
|  |                                               |                                               |                                               |                                               |                                               |                                               |      |  | Norvège                                       | 36                                            |
|  |                                               |                                               |                                               |                                               |                                               |                                               |      |  | Norvège                                       | 36                                            |

### Quarts de finale
| 16 août 2016 10 h 00 | Brésil     | 23 - 32   | Pays-Bas | Future Arena, Rio de Janeiro Affluence : 8 878 Arbitrage : Røen, Arntsen |
| 16 août 2016 10 h 00 | da Silva 7 | (11 - 12) | Polman 7 | Future Arena, Rio de Janeiro Affluence : 8 878 Arbitrage : Røen, Arntsen |
| 16 août 2016 10 h 00 | ×4 ×6      | Rapport   | ×3 ×2    | Future Arena, Rio de Janeiro Affluence : 8 878 Arbitrage : Røen, Arntsen |

| 16 août 2016 13 h 30 | Espagne       | 26 - 27 (ap)      | France      | Future Arena, Rio de Janeiro Arbitrage : Alpaidze, Berezkina |
| 16 août 2016 13 h 30 | Pena 13       | (12 - 5, 23 - 23) | Lacrabère 7 | Future Arena, Rio de Janeiro Arbitrage : Alpaidze, Berezkina |
| 16 août 2016 13 h 30 | Prol. : 3 - 4 |                   |             | Future Arena, Rio de Janeiro Arbitrage : Alpaidze, Berezkina |
| 16 août 2016 13 h 30 | ×8 ×4 ×1      | Rapport           | ×2          | Future Arena, Rio de Janeiro Arbitrage : Alpaidze, Berezkina |

| 16 août 2016 17 h 00 | Norvège   | 33 - 20  | Suède     | Future Arena, Rio de Janeiro Arbitrage : Charlotte et Julie Bonaventura |
| 16 août 2016 17 h 00 | Oftedal 6 | (19 - 7) | Gulldén 9 | Future Arena, Rio de Janeiro Arbitrage : Charlotte et Julie Bonaventura |
| 16 août 2016 17 h 00 | ×2 ×1     | Rapport  | ×3 ×1     | Future Arena, Rio de Janeiro Arbitrage : Charlotte et Julie Bonaventura |

| 16 août 2016 20 h 30 | Angola     | 27 - 31   | Russie        | Future Arena, Rio de Janeiro Arbitrage : Pinto, Menezes |
| 16 août 2016 20 h 30 | Bernardo 8 | (14 - 18) | Kouznetsova 5 | Future Arena, Rio de Janeiro Arbitrage : Pinto, Menezes |
| 16 août 2016 20 h 30 | ×3 ×4      | Rapport   | ×2 ×5         | Future Arena, Rio de Janeiro Arbitrage : Pinto, Menezes |

### Demi-finales
| 18 août 2016 15 h 30 | Pays-Bas          | 23 - 24   | France   | Future Arena, Rio de Janeiro Affluence : 8 702 Arbitrage : Koo, Lee |
| 18 août 2016 15 h 30 | van der Heijden 8 | (13 - 17) | Pineau 7 | Future Arena, Rio de Janeiro Affluence : 8 702 Arbitrage : Koo, Lee |
| 18 août 2016 15 h 30 | ×3 ×2             | Rapport   | ×2 ×3    | Future Arena, Rio de Janeiro Affluence : 8 702 Arbitrage : Koo, Lee |

| 18 août 2016 20 h 30 | Norvège       | 37 - 38 (ap)       | Russie         | Future Arena, Rio de Janeiro Arbitrage : Lah, Sok |
| 18 août 2016 20 h 30 | Mørk 14       | (16 - 18, 31 - 31) | Bobrovnikova 8 | Future Arena, Rio de Janeiro Arbitrage : Lah, Sok |
| 18 août 2016 20 h 30 | Prol. : 6 - 7 |                    |                | Future Arena, Rio de Janeiro Arbitrage : Lah, Sok |
| 18 août 2016 20 h 30 | ×3 ×7         | Rapport            | ×4 ×5          | Future Arena, Rio de Janeiro Arbitrage : Lah, Sok |

### Match pour la médaille de bronze
| 20 août 2016 11 h 30 | Pays-Bas | 26 - 36   | Norvège | Future Arena, Rio de Janeiro Affluence : 8 473 Arbitrage : Charlotte et Julie Bonaventura |
| 20 août 2016 11 h 30 | Groot 6  | (13 - 19) | Mørk 7  | Future Arena, Rio de Janeiro Affluence : 8 473 Arbitrage : Charlotte et Julie Bonaventura |
| 20 août 2016 11 h 30 | ×3 ×0    | Rapport   | ×1      | Future Arena, Rio de Janeiro Affluence : 8 473 Arbitrage : Charlotte et Julie Bonaventura |

### Finale
| 20 août 2016 15 h 30 | France            | 19 - 22  | Russie       | Future Arena, Rio de Janeiro Affluence : 8 656 Arbitrage : Røen, Arntsen |
| 20 août 2016 15 h 30 | Pineau, Dembélé 5 | (7 - 10) | Viakhireva 5 | Future Arena, Rio de Janeiro Affluence : 8 656 Arbitrage : Røen, Arntsen |
| 20 août 2016 15 h 30 | ×2 ×1             | Rapport  | ×3 ×2        | Future Arena, Rio de Janeiro Affluence : 8 656 Arbitrage : Røen, Arntsen |

## Classement final
| Rang                                | Équipe       | J | G | N | P | Bp  | Bc  | Diff | Commentaire                   |
| ----------------------------------- | ------------ | - | - | - | - | --- | --- | ---- | ----------------------------- |
| Médaille d'or, Jeux olympiques      | Russie       | 8 | 8 | 0 | 0 | 256 | 230 | 26   | Vainqueur de la finale        |
| Médaille d'argent, Jeux olympiques  | France       | 8 | 6 | 0 | 2 | 188 | 164 | 24   | Perdant de la finale          |
| Médaille de bronze, Jeux olympiques | Norvège      | 8 | 6 | 0 | 2 | 247 | 205 | 42   | Vainqueur de la petite finale |
| 4                                   | Pays-Bas     | 8 | 2 | 2 | 4 | 216 | 218 | -2   | Perdant de la petite finale   |
| 5                                   | Brésil       | 6 | 4 | 0 | 2 | 161 | 149 | 12   | Éliminé en quart de finale    |
| 6                                   | Espagne      | 6 | 3 | 0 | 3 | 151 | 143 | 8    | Éliminé en quart de finale    |
| 7                                   | Suède        | 6 | 2 | 1 | 3 | 170 | 174 | -4   | Éliminé en quart de finale    |
| 8                                   | Angola       | 6 | 2 | 0 | 4 | 143 | 159 | -16  | Éliminé en quart de finale    |
| 9                                   | Roumanie     | 5 | 2 | 0 | 3 | 108 | 119 | -11  | 5e de groupe                  |
| 10                                  | Corée du Sud | 5 | 1 | 1 | 3 | 130 | 136 | -6   | 5e de groupe                  |
| 11                                  | Monténégro   | 5 | 0 | 0 | 5 | 107 | 134 | -27  | 6e de groupe                  |
| 12                                  | Argentine    | 5 | 0 | 0 | 5 | 101 | 147 | -46  | 6e de groupe                  |

## Statistiques et récompenses

### Équipe-type
| Grimsbø Kouznetsova Løke Hagman Pineau Dmitrieva Lacrabère Meilleure joueuse : Viakhireva Meilleure gardienne : Glauser (41,3%) Meilleure buteuse : Mørk (62 buts)               |
| Équipe-type des Jeux olympiques 2016 |
| · Grimsbø · Kouznetsova · Løke · Hagman · Pineau · Dmitrieva · Lacrabère Meilleure joueuse : Viakhireva Meilleure gardienne : Glauser (41,3%) Meilleure buteuse : Mørk (62 buts) |

La meilleure joueuse du tournoi :
- Meilleure joueuse (MVP) : Anna Viakhireva ( Russie)

L'équipe du tournoi, appelée aussi « all star team », désigne les sept meilleures joueuses du tournoi à leur poste respectif. 
Lors des Jeux olympiques de 2016, les joueuses la composant sont :
- Meilleure gardienne de but : Kari Aalvik Grimsbø ( Norvège)
- Meilleure ailière gauche : Polina Kouznetsova ( Russie)
- Meilleure arrière gauche : Allison Pineau ( France)
- Meilleure demi-centre : Daria Dmitrieva ( Russie)
- Meilleure pivot : Heidi Løke ( Norvège)
- Meilleure arrière droite : Alexandra Lacrabère ( France)
- Meilleure ailière droite : Nathalie Hagman ( Suède)

### Statistiques
| Rang | Joueuse              | Nation   | Buts | Tirs | %      | 7 m   | MJ | Moy |
| ---- | -------------------- | -------- | ---- | ---- | ------ | ----- | -- | --- |
| 1    | Nora Mørk            | Norvège  | 62   | 96   | 64,6 % | 25/30 | 8  | 7,8 |
| 2    | Alexandra Lacrabère  | France   | 46   | 74   | 62,2 % | 11/15 | 8  | 5,8 |
| 3    | Cristina Neagu       | Roumanie | 44   | 79   | 56,0 % | 14/19 | 5  | 8,8 |
| 4    | Nathalie Hagman      | Suède    | 38   | 62   | 61,3 % | 6/6   | 6  | 6,3 |
| 5    | Ana Paula Rodrigues  | Brésil   | 37   | 65   | 56,9 % | 6/9   | 6  | 6,2 |
| 5    | Veronica Kristiansen | Norvège  | 37   | 65   | 56,9 % | 7/9   | 8  | 4,6 |
| 7    | Anna Viakhireva      | Russie   | 36   | 53   | 67,9 % | 13/18 | 8  | 4,5 |
| 7    | Isabelle Gulldén     | Suède    | 36   | 54   | 66,7 % | 20/22 | 6  | 6,0 |
| 7    | Estavana Polman      | Pays-Bas | 36   | 69   | 52,2 % | 6/8   | 8  | 4,5 |
| 10   | Isabel Guialo        | Angola   | 35   | 68   | 51,5 % | 20/22 | 6  | 5,8 |

| Rang | Joueuse             | Nation    | %      | Arrêts | Tirs | MJ | Moy  |
| ---- | ------------------- | --------- | ------ | ------ | ---- | -- | ---- |
| 1    | Laura Glauser       | France    | 41,3 % | 45     | 109  | 8  | 5,6  |
| 2    | Kari Aalvik Grimsbø | Norvège   | 39,6 % | 90     | 227  | 8  | 11,3 |
| 3    | Silvia Navarro      | Espagne   | 38,1 % | 64     | 168  | 6  | 10,7 |
| 4    | Amandine Leynaud    | France    | 37,9 % | 61     | 161  | 8  | 7,6  |
| 5    | Paula Ungureanu     | Roumanie  | 36,1 % | 57     | 158  | 5  | 11,4 |
| 6    | Filippa Idéhn       | Suède     | 33,8 % | 44     | 130  | 6  | 7,3  |
| 7    | Victoria Kalinina   | Russie    | 33,6 % | 46     | 137  | 8  | 5,8  |
| 8    | Valentina Kogan     | Argentine | 32,4 % | 44     | 136  | 5  | 8,8  |
| 9    | Bárbara Arenhart    | Brésil    | 31,8 % | 48     | 151  | 6  | 8,0  |
| 10   | Jasmina Janković    | Pays-Bas  | 31,4 % | 22     | 70   | 8  | 2,8  |

| Rang | Joueuse              | Nation   | Passes | MJ | Moy. |
| ---- | -------------------- | -------- | ------ | -- | ---- |
| 1    | Stine Bredal Oftedal | Norvège  | 39     | 8  | 4,9  |
| 2    | Marta Mangué         | Espagne  | 27     | 6  | 4,5  |
| 3    | Nycke Groot          | Pays-Bas | 25     | 8  | 3,1  |